# Rozpolcený
Rozpolcený (v anglickém originále Split) je americký psychologický hororový film z roku 2017, který sleduje muže, který trpí disociativní poruchou identity a unesl tři dívky. Režie a scénáře se ujal M. Night Shayamalan. Ve snímku hrají hlavní role James McAvoy, Anya Taylor-Joy a Betty Buckley.
Film měl premiéru na Fantastic Festu 26. září 2016 a do kin byl oficiálně uveden 20. ledna 2017. V České republice měl premiéru o den dříve. Film získal pozitivní kritiku a vydělal přes 275 milionů amerických dolarů.

## Obsazení
| James McAvoy        | Kevin Wendell Crumb      |
| Anya Taylor-Joy     | Casey Cooke              |
| Betty Buckley       | Dr. Karen Fletcher       |
| Haley Lu Richardson | Claire Benoit            |
| Jessica Sula        | Marcia, spolužačka Casey |
| Brad William Henke  | John, Casey strýc        |
| Sebastian Arcelus   | pan Cooke, otec Casey    |
| Neal Huff           | pan Benoit, otec Claire  |
| Kim Director        | Hannah                   |
| Lyne Renée          | moderátorka              |
| M. Night Shayamalan | Jai, ochranka            |
| Bruce Willis        | David Dunn               |

## Produkce
26. srpna 2015 bylo oznámeno, že M. Night Shyamalan bude režírovat další thriller, ve kterém si hlavní roli zahraje Joaquin Phoenix. Film bude produkován Shyamalandem, Jasonem Blumem a Marcem Bienstockem. 2. října 2015 Phoenixe nahradil v hlavní roli James McAvoy. 12. října 2015 se k obsazení připojili Anya Taylor-Joy, Betty Buckley, Jessica Sula a Haley Lu Richardson. 27. října 2015 Universal Pictures oznámilo distribuci filmu s anglickým názvem Split.
Shyamalan do filmu zapojil postavu Davida Dunna ze svého předešlého filmu z roku 2000 s Brucem Willisem Vyvolený. Režisér se nechal slyšet, že by v budoucnu rád natočil film, který by filmy Vyvolený a Rozpolcený kombinoval.
Natáčení začalo 11. listopadu 2015 ve Filadelfii. Některé scény se přetáčely v červnu roku 2016. Sterling K. Brown ve filmu hrát souseda doktora Fletchera, ale jeho scéna byl z filmu vystřižena.

## Vydání
Rozpolcený měl premiéru na filmovém festivalu Fantastic Fest v Austinu v Texasu 26. září 2016. Také se promítal na festivalu AFI a to 15. listopadu 2016. Do kin ve Spojených státech, Velké Británii a Kanadě byl uveden 20. ledna 2017. V České republice měl premiéru o den dříve.

### Tržby
K 25. lednu 2017 film vydělal 42,9 milionů dolarů v Severní Americe a 5,9 milionů dolarů v ostatních oblastech, celkově tak vydělal 48,8 milionů dolarů po celém světě. Rozpočet filmu činil 10 milionů dolarů. V Severní Americe byl oficiálně uveden 20. ledna 2017, společně s filmy xXx: Návrat Xandera Cage, The Resurrection of Gavin Stone a s větším rozšířením filmů Zakladatel a 20th Century Women. Za čtvrteční premiérový večer snímek vydělal 2 miliony dolarů a 14,6 milionů dolarů za první promítací den. Za první víkend docílil nejvyšší návštěvnosti, kdy vydělal 40,2 milionů dolarů.

### Recenze
Film získal pozitivní recenze od kritiků a McAvoyvo výstup byl obzvlášť chválen. Na recenzní stránce Rotten Tomatoes získal ze 150 započtených recenzí 76 procent s průměrným ratingem 6,4 bodů z deseti. Na serveru Metacritic snímek získal ze 44 recenzí 64 bodů ze sta. Na Česko-Slovenské filmové databázi snímek získal 80%.

### Nominace a ocenění
| Ocenění                               | Datum ceremoniálu | Kategorie                    | Nominovaný   | Výsledek |
| ------------------------------------- | ----------------- | ---------------------------- | ------------ | -------- |
| Central Ohio Film Critics Association | 4. ledna 2018     | Nejlepší herec v hlavní roli | James McAvoy | nominace |
| North Texas Film Critics Association  | 12. ledna 2018    | Nejlepší herec v hlavní roli | James McAvoy | nominace |
| Phoenix Film Critics Society          | 19. prosince 2017 | Nejlepší herec v hlavní roli | James McAvoy | nominace |